# Ficus rensoniana
Ficus rensoniana là một loài thực vật có hoa trong họ Moraceae. Loài này được Calderón & Standl. mô tả khoa học đầu tiên năm 1923.